# Masarykova základní škola Brno, Zemědělská
Masarykova základní škola a Mateřská škola Brno, Zemědělská 29 (původně Německá obecná škola a Masarykova česká obecná škola chlapecká a dívčí) je základní a mateřská škola v Brně, ve čtvrti Černá Pole. Její komplex vznikl v letech 1929-1931. Autory budovy Jugoslávská 126 jsou Bohuslav Fuchs a Mojmír Kyselka, budovu Zemědělská 29 potom vybudoval sám Mojmír Kyselka.

## Popis
Německá obecná škola má asymetrickou kompozici a je umístěna na hrotu dvou ulic. Terasovitě se snižuje směrem k jihu a je zakončena tělocvičnou s výraznou ukázkou racionalistcké větve funkcionalistické architektury.
Česká škola je vrcholným dílem Mojmíra Kyselky. Ten ji postavil sám na sousední parcele vedle Německé obecné školy. Stalo se tak po odchodu Bohuslava Fuchse ze stavebního úřadu. V čelním jižním průčelí jsou umístěny vchody do chlapecké a dívčí částí, ty jsou propojeny proskleným rizalitem a ústřední halou, jevištěm, jídelnou a čítárnou.